# 공정 이용
공정 이용(公正利用, fair use, 공정 사용)이란 기본적으로 저작권으로 보호되는 저작물을 저작권자의 허가를 구하지 않고 제한적으로 이용할 수 있도록 허용하는 미국 저작권법상의 개념으로, 출판물 속 내용이 학문 연구나 평론에 이용되는 것이 그 예이다. 넓게는 저작권을 제한하는 법원칙으로 이해되기도 한다. 공정 이용에 대해 저작권 침해 주장에 대한 방어 법리라는 소극적 시각과 저작물의 공정 이용 영역은 이용자가 갖는 권리라는 적극적 시각으로 대립된다.
많은 국가에서는 예술 그리고 소설, 책, 텔레비전 프로그램 그리고 사진 같은 저작물은 만든 사람이 저작권을 가지게 된다. 저작권을 가진 사람은 이 권리를 이용해 저작물의 이용 방법을 결정할 수 있다. 만약 누군가 저작권자에게 묻지 않고 저작물을 이용한다면, 원칙적으로 그 사람은 저작권을 침해하는 것이고, 저작권자는 이를 근거로 허락없이 이용한 사람에 대해여 그에 대한 손배배상을 청구할 수도 있다. 그러나 많은 창작물이 인기를 얻으면서 사람들은 창작물을 주제로, 어떤 이들은 텔레비전이나 책에서 그것들을 이야기하기를 원하게 되었다. 결과적으로 이러한 요구가 많은 국가의 저작권법에 반영되어 창작물을 주제로 이야기를 할 때 작은 부분을 인용할 경우 저작권법 적용 대상에서 예외로 두고 있다.

## 세계 각국의 공정 이용 규정
공정 이용 조항을 법으로 표현하는 방식은 일반 조항과 열거 조항으로 나눌 수 있다. 일반 조항은 저작물을 저작권자를 비롯한 권리자의 허락없이도 이용할 수 있는 사유를 구체적으로 열거하지 않고 추상적인 기준을 충족하면 공정 이용을 허용하는 규정 방식이다. 한편, 열거 조항은 법조문에 저작권을 제한하는 경우를 구체적으로 나열하여 이 경우에만 공정 이용이 허용되도록 한 입법 형식을 말한다.
일반적으로, 영미법에서는 공정 이용(fair use)을 일반 조항으로 가지고 있으나, 대륙법에서는 열거 조항의 형태를 취한다.
예를 들어, 영국 연방 회원국에서는 페어 딜링(fair dealing)이란 제도를 채택하고 있다. 영미법계 중 영국은 열거 조항을 채택하고 있는데, 그 영향으로 영국의 식민지이었거나 영국의 이민국인 호주, 캐나다, 인도, 뉴질랜드, 싱가포르, 남아프리카공화국 등도 열거 조항을 택하고 있다.
독일의 경우에는 저작권의 제한 조항이 비슷한 기능을 한다.
대한민국의 저작권법은 저작권의 제한 조항들을 열거함으로 규정하고 있는데 그 가운데 저작권법 제28조의 이른바 공정한 인용 조항이 공정 이용의 일반 조항으로 기능을 할 수 있다는 학설이 있으며, 실제로 대한민국의 하급심 법원에서는 저작권법 제28조의 인용을 공정 이용이라고 표현하기도 했다. (SBS 영화 용가리 인용 사건) 그러나 이후 2011년12월2일 제35조의3에 저작물의 공정한 이용에 관한 일반 조항이 신설되면서 제28조는 열거 조항으로 제한적으로 해석하게 되었다.
베른 협약에서는 제9조에서 ① 일정한 특별한 경우에, ② 저작물의 통상적인 이용과 저촉되지 않고, ③ 권리자의 정당한 이익을 해치지 않을 것을 공정이용의 일반적인 기준으로 제시하고 있다. 이를 이른바 ‘3단계 테스트’라고도 부른다.

## 산업 효과
미국의 컴퓨터 통신 산업 협회(CCIA)는 "저작권을 매개로 한 산업이 한해 1조3000억달러의 경제적 효과를 유발한 반면에 저작권 제한을 풀어 유연하게 적용한 공정 이용(fair use) 산업은 두 배에 가까운 2조2000억달러를 경제를 창출했다"는 통계를 내놨다.

## 미국 법에서 공정 이용
미국 법에 따른 공정 이용의 원칙은 다음과 같다.
| “ | Notwithstanding the provisions of sections 106 and 106A, the fair use of a copyrighted work, including such use by reproduction in copies or phonorecords or by any other means specified by that section, for purposes such as criticism, comment, news reporting, teaching (including multiple copies for classroom use), scholarship, or research, is not an infringement of copyright. In determining whether the use made of a work in any particular case is a fair use the factors to be considered shall include— (1) the purpose and character of the use, including whether such use is of a commercial nature or is for nonprofit educational purposes; (2) the nature of the copyrighted work; (3) the amount and substantiality of the portion used in relation to the copyrighted work as a whole; and (4) the effect of the use upon the potential market for or value of the copyrighted work. The fact that a work is unpublished shall not itself bar a finding of fair use if such finding is made upon consideration of all the above factors. 번역: 제106조 및 제106조의 A의 규정에도 불구하고, 비평, 논평, 뉴스 보도, 학교 수업(학급에서 다수 복제하는 경우를 포함), 학문, 또는 연구 등과 같은 목적을 위하여 저작권이 있는 저작물을 복제물이나 음반으로 제작하거나 또는 기타 제106조 및 제106조의 A에서 규정한 방법으로 인용하는 경우를 포함하여 공정 이용 행위는 저작권 침해가 되지 아니한다. 구체적인 경우에 저작물의 사용이 공정 이용이냐의 여부를 결정함에 있어서 다음의 사항을 참작하여야 한다. (1) 이러한 사용이 상업적 성질의 것인지 또는 비영리적 교육목적을 위한 것인지의 여부를 포함한, 그 사용의 목적 및 성격; (2) 저작권이 있는 저작물의 성격; (3) 저작권이 있는 저작물 전체에서 사용된 부분이 차지하는 양과 상당성; 및 (4) 이러한 사용이 저작권이 있는 저작물의 잠재적 시장이나 가치에 미치는 영향. 위의 모든 사항을 참작하는 공정 이용이라면, 저작물이 발행되지 아니하였더라도 그 사실 자체만으로는 그러한 결정을 방해하지 못한다. | ” |
|   | — Copyright Act of 1976, 17 U.S.C., § 107 |   |

위의 내용에 따르면 비판, 비평, 뉴스 보도, 학교 수업이나 학문 또는 연구 목적으로 저작물을 인용할 수는 있다. 다만 전체 저작물과 관련하여 이용자가 인용한 저작물 부분 양과 상당성(the amount and substantiality of the portion used in relation to the copyrighted work as a whole)이 많을수록 공정 이용으로 인정받을 가능성이 낮아진다.
미국에서는 저작권을 강화하자는 집단과 공정 이용권을 강화하자는 집단으로 나뉘어서 대립하는데, 공정 이용권 강화를 주장하는 쪽에서는, 2006년 10월에 워싱턴 DC를 거점으로 하는 디지털 프리덤 캠페인(DFC)으로 불리는 동맹을 결성했다. DFC는 릭 바우처 민주당 하원위원(버지니아주)과 그의 동료 하원의원 3명이 제출한〈공정 이용법(Fair Use Act)〉등의 법안을 지지하고 있다.

## WIPO
세계지적재산권기구 저작권조약(WIPO Copyright Treaty,WCT) 제10조에서는 다음과 같이 "공정한 이용"에대한 3단계 테스트를 규정하고 있다.
(1) 체약 당사자는 저작물의 통상적인 이용과 충돌하지 아니하고 저작자의 합법적인 이익을 부당하게 해치지 아니하고는 특별한 경우에, 이 조약에서 문학저작물 및 예술저작물의 저작자에게 부여한 권리에 대한 제한과 예외를 국내법으로 규정할 수 있다.
(2) 체약 당사자는 베른협약을 적용할 경우에, 동 협약에서 규정한 권리에 대한 제한과 예외를 저작물의 통상적인 이용과 충돌하거나 저작자의 합법적인 이익을 부당하게 해치지 아니하는 특별한 경우로 한정하여야 한다.
3단계 테스트는 외형상 첫번째요건인 ‘특별한 경우’에 해당하는지 여부에 관해 두번째 요건(해당저작물의 통상적 이용과 저촉되지 않아야 한다는 요건)과 세번째요건(저작자의 합법적인 이익을 부당하게 해하지 않아야 한다는 요건)의 내용이 판단기준으로 작용하는 3단계의 구조를 가지고 있다.
이러한 공정한 이용에대한 명문화의 취지는 "저작권에 대한 제한및 예외와 저작인접권(방송사업자의 저작인접권은 제외)에 대한 제외 및 예외 간에 균형을 유지하기 위한 것이다"에 주안점을 둔다.

## 대한민국 법에서 공정 이용
대한민국 저작권법에서도 저작재산권의 제한(제2관)에서 공정이용을 명시해두고 있다.

### 저작권법 제35조의5
저작권법 개정으로 2011.12.2. 공정이용 조항을 명시적으로 신설하였다. 원래 제35조의3이었으나 2019년 법률 개정으로 그 위치가 이동되었다.
| “ | 제35조의5(저작물의 공정한 이용) ① 제23조부터 제35조의4까지, 제101조의3부터 제101조의5까지의 경우 외에 저작물의 통상적인 이용 방법과 충돌하지 아니하고 저작자의 정당한 이익을 부당하게 해치지 아니하는 경우에는 저작물을 이용할 수 있다. ② 저작물 이용 행위가 제1항에 해당하는지를 판단할 때에는 다음 각 호의 사항등을 고려하여야 한다. 1. 이용의 목적 및 성격 2. 저작물의 종류 및 용도 3. 이용된 부분이 저작물 전체에서 차지하는 비중과 그 중요성 4. 저작물의 이용이 그 저작물의 현재 시장 또는 가치나 잠재적인 시장 또는 가치에 미치는 영향 | ” |

### 저작권법 제28조
저작권법 제35조의5이 신설되기 전, 공정이용의 논의는 저작권법 제28조와 연관지어서 논의되고 있었다.
| “ | 저작권법 제28조 (공표 된 저작물의 인용) 공표된 저작물은 보도·비평·교육·연구 등을 위하여는 정당한 범위 안에서 공정한 관행에 합치되게 이를 인용할 수 있다.” | ” |
|   | — 대한민국 저작권법 , 제28조 |   |

다음은 위 조항에 대한 대법원의 해석이다.
| “ | 저작권법 제25조는 공표된 저작물은 보도·비평·교육·연구 등을 위하여는 정당한 범위 안에서 공정한 관행에 합치되게 이를 인용할 수 있다고 규정하고 있는바, 정당한 범위 안에서 공정한 관행에 합치되게 인용한 것인가의 여부는 인용의 목적, 저작물의 성질, 인용된 내용과 분량, 피인용저작물을 수록한 방법과 형태, 독자의 일반적 관념, 원저작물에 대한 수요를 대체하는지 여부 등을 종합적으로 고려하여 판단하여야 할 것이고, 이 경우 반드시 비영리적인 이용이어야만 교육을 위한 것으로 인정될 수 있는 것은 아니라 할 것이지만, 영리적인 교육목적을 위한 이용은 비영리적 교육목적을 위한 이용의 경우에 비하여 자유이용이 허용되는 범위가 상당히 좁아진다. | ” |
|   | — 대한민국 대법원 판례 97도2227, 판례요지 3번 |   |

2008년 6월 서울남부지방법원은 대법원의 위 해석을 인용하면서, 방송사의 오락프로그램에서 저작권자의 허락 없이 무단으로 영화의 일부 장면을 약 3분간 인용하여 방송한 것은 그 목적이 시청자들에게 정보와 재미를 주기 위한 것이라고 하더라도 그 이용의 성격이 상업적·영리적이라는 점 등에 비추어 공정 이용에 해당하지 않는다고 선고했다. 이 판례에서 공정 이용에 해당하지 않는 근거로 제시한 것은 이 사건의 방송사가 인터넷 홈페이지를 통해 유료로 문제된 프로를 방송한 점, 저작권자로부터 인용에 대한 동의를 받는 것이 어렵지 않았던 점이다. 원고는 SBS에 1억 1천만원을 청구했으며, 법원은 3백만원을 배상하라고 판시했다.
2006년 다음 커뮤니케이션이 사진작가의 작품을 허락없이 섬네일 형태로 사진작가의 홈페이지에 올라온 사진작가 이모씨의 사진작품 ‘백두산 천지’ 등 31점을 수집·복사해 가로 3cm, 세로 2.5cm 크기로 만든 포털사이트에 올려놓은 사건에서, 대법원은 정당한 범위 내의 인용으로 평가하였다.
2007년 대한민국의 문화관광부는 포괄적 공정 이용 조항 규정을 도입하려는 개정안을 발표하였다. 이에 대해 시민단체와 포털 검색업체들은 환영의 입장을, 음반업계나 법조계는 부정적인 입장을 보였다.
이대희 고려대 법대 교수는 "현실적으로 대한민국이 이미 미국의 공정 이용 판례를 반영하고 있다."고 지적한다.

## 예외
- 디지털 밀레니엄 저작권법(Digital Millennium Copyright Act; 줄여서 DMCA)이란 인터넷에서의 저작권 침해행위를 단속하기 위한 미국 법률이 별도로 존재한다. 인터넷에서 HTML 소스 코드, 본문 내용, 사진, 이미지, 소프트웨어의 불법 복제, 음악, 영화 등을 저작권자의 허가 없이 공유할 경우 처벌 대상이다. 저작권자에게 예외의 범위를 정할 수 있는 권한이 주어져 있다는 것이 특징이다.

## 판례
- 코미디 영화 (네이키드 건 33 1/3)의 홍보포스터는 유명잡지(베니티 페어)의 표지를 패러디했지만 미국 법원으로부터 '공정한 이용'으로 인정받았다.[19]
- 2006년 12월 26일, 미국 연방 제2항소법원은 "저작권으로 보호되는 사진을 콜라주 기법으로 페인팅에 사용하더라도 이는 미국 저작권법상 허용되는 '공정 이용'일 뿐 저작권 침해가 되지 않는다"고 판결했다.[20]
- 2008년 6월, 존 레논의 부인 오노 요코가 레논의 히트곡 〈이매진 (Imagine)〉의 비디오 영상을 무단으로 사용했다며 영화 제작자를 상대로 미국 맨해튼 연방 지방법원에 낸 소송에서, 공정 이용에 해당한다는 이유로 패소했다.[21]
- 2008년 8월, 미국 캘리포니아 산호세 지방 법원은 UCC에 사용된 음악이 디지털 밀레니엄 저작권법상의 ‘공정 이용’(fair use)에 해당한다며 저작권자는 UCC 삭제를 요구할 수 없다고 판결했다.[22] 미국 펜실베이니아주에 살고 있는 평범한 주부인 스테파니 렌즈(Stephanie Lenz)로 시민단체인 '전자 프런티어 재단(The Electronic Frontier Foundation)'의 도움을 받아 유니버설 뮤직을 상대로 1년여의 법정 투쟁을 거쳐 2008년 8월 승소 판결을 받아냈다.[23]

## 예
저작권심의조정위원회는 저작권에대한 연구자료의 제공과 국민들의 저작권 의식 확산에 기여하고자 '한국저작권 판례집'을 저작권관계자료집 시리즈 제15권으로 발간한바있다.
다음은 '인용의 한계'에 관해서 주요하게 언급된 여러 판례들중 그 판례의 일부 내용이다.
.... 저작권법 26조에 의하면 공표된 저작물은 비평， 연구， 교육 등을 위하여 이를 인용할 수 있으나， 이 경우에도 그 인용의 범위는 그 표현형식이나 그 인용목적 등에서 피인용저작물이 보측， 부연， 예증， 참고자료 등으로 이용되어 인용저작물에 대하여 부종적 성질을 가지는 관계에 있어야 하고， 인용의 정도에 있어서도 피인용저작물을 지나치게 많이 인용하거나 전부 인용하여 원저작물에 대한 시장수요를 대체할 수 있는 정도가 되어서는 아니 되는 등 그 인용이 정당한 범위 안에서 공정한 관행에 합치되어야 한다는 제한이 있는 바，.....
판례에서는 인용의 범위 및 한계에 대해서  창작내용과 그에 따르는 인용문과의 관계가 정당한 범위로서 서로 주종의 관계에서 필연적으로 놓여있을 것을 주요하게 언급하고 있다.
또한 (1)원저작물의 시장수요침해여부나  (2)인용의 공정한 의도로서 인용의 출처명시와 인용문의 구분표시 (3)보도를 위한 사실의 언급,어떤 주장에대한 비평과 입증관계 등의 공정한 관행의 이행도 언급되고 있다.

## 같이 보기
- 어밴던웨어
- 카피프로드
- 크리에이티브 커먼즈
- 2차적저작물